# Villa González Ortega
Villa González Ortega è una municipalità dello stato di Zacatecas, nel Messico centrale, il cui capoluogo è la località omonima.
Conta 12.893 abitanti (2010) e ha una estensione di 416,35 km².
Il nome della località, che si chiamava El Carro fino al 1922,  è dedicato a Jesús González Ortega, militare al tempo della guerra della Riforma.